# Tirreno-Adriatico 2013
La Tirreno-Adriatico 2013, quarantottesima edizione della corsa, valida come terza prova dell'UCI World Tour 2013, si svolse dal 6 al 12 marzo 2013 su un percorso di 1 060,1 km suddivisi in sette tappe.
La vittoria andò all'italiano Vincenzo Nibali, in forza al team Astana, che concluse in 28h08'17" superando nell'ordine il britannico Chris Froome e lo spagnolo Alberto Contador.

## Tappe
| Tappa  | Data     | Percorso                                     | km     | Vincitore di tappa     | Leader cl. generale |
| ------ | -------- | -------------------------------------------- | ------ | ---------------------- | ------------------- |
| 1ª     | 6 marzo  | San Vincenzo > Donoratico (cron. a squadre)  | 16,9   | Omega Pharma-Quickstep | Mark Cavendish      |
| 2ª     | 7 marzo  | San Vincenzo > Indicatore                    | 232    | Matthew Goss           | Mark Cavendish      |
| 3ª     | 8 marzo  | Indicatore > Narni Scalo                     | 190    | Peter Sagan            | Mark Cavendish      |
| 4ª     | 9 marzo  | Narni > Prati di Tivo                        | 173    | Chris Froome           | Michał Kwiatkowski  |
| 5ª     | 10 marzo | Ortona > Chieti                              | 230    | Joaquim Rodríguez      | Chris Froome        |
| 6ª     | 11 marzo | Porto Sant'Elpidio > Porto Sant'Elpidio      | 209    | Peter Sagan            | Vincenzo Nibali     |
| 7ª     | 12 marzo | San Benedetto del Tronto (cron. individuale) | 9,2    | Tony Martin            | Vincenzo Nibali     |
| Totale | Totale   | Totale                                       | 1063,2 |                        |                     |

## Squadre e corridori partecipanti
Partecipano alla competizione ventidue squadre professionistiche, le diciannove del World Tour più le Professional Continental MTN-Qhubeka, Team NetApp-Endura e Vini Fantini-Selle Italia, per un totale di 176 ciclisti al via.
| N.      | Cod. | Squadra                 |
| ------- | ---- | ----------------------- |
| 1-8     | AST  | Astana Pro Team         |
| 11-18   | ALM  | AG2R La Mondiale        |
| 21-28   | BLA  | Blanco Pro Cycling Team |
| 31-38   | BMC  | BMC Racing Team         |
| 41-48   | CAN  | Cannondale Pro Cycling  |
| 51-58   | EUS  | Euskaltel-Euskadi       |
| 61-68   | FDJ  | FDJ                     |
| 71-78   | GRS  | Garmin-Sharp            |
| 81-88   | KAT  | Katusha Team            |
| 91-98   | LAM  | Lampre-Merida           |
| 101-108 | LTB  | Lotto-Belisol Team      |

| N.      | Cod. | Squadra                   |
| ------- | ---- | ------------------------- |
| 111-118 | MOV  | Movistar Team             |
| 121-128 | MTN  | MTN-Qhubeka               |
| 131-138 | OPQ  | Omega Pharma-Quickstep    |
| 141-148 | OGE  | Orica-GreenEDGE           |
| 151-158 | RLT  | RadioShack-Leopard        |
| 161-168 | SKY  | Sky Procycling            |
| 171-178 | ARG  | Team Argos-Shimano        |
| 181-188 | TNE  | Team NetApp-Endura        |
| 191-198 | TST  | Team Saxo-Tinkoff         |
| 201-208 | VCD  | Vacansoleil-DCM           |
| 211-218 | VIN  | Vini Fantini-Selle Italia |

## Dettagli tappa per tappa

### 1ª tappa
- 6 marzo: San Vincenzo > Donoratico – Cronometro a squadre – 16,9 km

Risultati
| Pos. | Squadra                | Tempo  |
| ---- | ---------------------- | ------ |
| 1    | Omega Pharma-Quickstep | 19'24" |
| 2    | Movistar Team          | a 11"  |
| 3    | BMC Racing Team        | a 16"  |

| Pos. | Corridore          | Squadra      | Tempo  |
| ---- | ------------------ | ------------ | ------ |
| 1    | Mark Cavendish     | Omega Pharma | 19'24" |
| 2    | Tony Martin        | Omega Pharma | s.t.   |
| 3    | Michał Kwiatkowski | Omega Pharma | s.t.   |

### 2ª tappa
- 7 marzo: San Vincenzo > Indicatore – 232 km

Risultati
| Pos. | Corridore       | Squadra       | Tempo    |
| ---- | --------------- | ------------- | -------- |
| 1    | Matthew Goss    | Orica-GreenE. | 5h48'41" |
| 2    | Manuel Belletti | AG2R La Mon.  | s.t.     |
| 3    | Gerald Ciolek   | MTN-Qhubeka   | s.t.     |

| Pos. | Corridore          | Squadra      | Tempo    |
| ---- | ------------------ | ------------ | -------- |
| 1    | Mark Cavendish     | Omega Pharma | 6h08'02" |
| 2    | Michał Kwiatkowski | Omega Pharma | a 2"     |
| 3    | Niki Terpstra      | Omega Pharma | a 3"     |

### 3ª tappa
- 8 marzo: Indicatore > Narni Scalo – 190 km

Risultati
| Pos. | Corridore      | Squadra       | Tempo    |
| ---- | -------------- | ------------- | -------- |
| 1    | Peter Sagan    | Cannondale    | 5h15'12" |
| 2    | Mark Cavendish | Omega Pharma  | s.t.     |
| 3    | André Greipel  | Lotto-Belisol | s.t.     |

| Pos. | Corridore          | Squadra      | Tempo     |
| ---- | ------------------ | ------------ | --------- |
| 1    | Mark Cavendish     | Omega Pharma | 11h23'08" |
| 2    | Michał Kwiatkowski | Omega Pharma | a 7"      |
| 3    | Niki Terpstra      | Omega Pharma | a 9"      |

### 4ª tappa
- 9 marzo: Narni > Prati di Tivo – 173 km

Risultati
| Pos. | Corridore          | Squadra        | Tempo    |
| ---- | ------------------ | -------------- | -------- |
| 1    | Chris Froome       | Sky Procycling | 4h41'31" |
| 2    | Mauro Santambrogio | Vini Fantini   | a 6"     |
| 3    | Vincenzo Nibali    | Astana         | a 11"    |

| Pos. | Corridore          | Squadra        | Tempo     |
| ---- | ------------------ | -------------- | --------- |
| 1    | Michał Kwiatkowski | Omega Pharma   | 16h04'59" |
| 2    | Chris Froome       | Sky Procycling | a 4"      |
| 3    | Vincenzo Nibali    | Astana         | a 16"     |

### 5ª tappa
- 10 marzo: Ortona > Chieti – 230 km

Risultati
| Pos. | Corridore         | Squadra      | Tempo    |
| ---- | ----------------- | ------------ | -------- |
| 1    | Joaquim Rodríguez | Katusha Team | 6h06'43" |
| 2    | Bauke Mollema     | Blanco       | a 8"     |
| 3    | Alberto Contador  | Saxo-Tinkoff | s.t.     |

| Pos. | Corridore        | Squadra        | Tempo     |
| ---- | ---------------- | -------------- | --------- |
| 1    | Chris Froome     | Sky Procycling | 22h11'53" |
| 2    | Alberto Contador | Saxo-Tinkoff   | a 20"     |
| 3    | Vincenzo Nibali  | Astana         | s.t.      |

### 6ª tappa
- 11 marzo: Porto Sant'Elpidio > Porto Sant'Elpidio – 209 km

Risultati
| Pos. | Corridore         | Squadra      | Tempo    |
| ---- | ----------------- | ------------ | -------- |
| 1    | Peter Sagan       | Cannondale   | 5h46'17" |
| 2    | Vincenzo Nibali   | Astana       | a 2"     |
| 3    | Joaquim Rodríguez | Katusha Team | s.t.     |

| Pos. | Corridore         | Squadra        | Tempo     |
| ---- | ----------------- | -------------- | --------- |
| 1    | Vincenzo Nibali   | Astana         | 27h57'26" |
| 2    | Chris Froome      | Sky Procycling | a 34"     |
| 3    | Joaquim Rodríguez | Katusha Team   | a 37"     |

### 7ª tappa
- 12 marzo: San Benedetto del Tronto – Cronometro individuale – 9,2 km

Risultati
| Pos. | Corridore      | Squadra       | Tempo  |
| ---- | -------------- | ------------- | ------ |
| 1    | Tony Martin    | Omega Pharma  | 10'25" |
| 2    | Adriano Malori | Lampre-Merida | a 6"   |
| 3    | Andrey Amador  | Movistar Team | a 10"  |

| Pos. | Corridore        | Squadra        | Tempo     |
| ---- | ---------------- | -------------- | --------- |
| 1    | Vincenzo Nibali  | Astana         | 28h08'17" |
| 2    | Chris Froome     | Sky Procycling | a 23"     |
| 3    | Alberto Contador | Saxo-Tinkoff   | a 52"     |

## Evoluzione delle classifiche
| Tappa              | Vincitore              | Classifica generale | Classifica a punti | Classifica scalatori | Classifica giovani | Classifica a squadre   |
| ------------------ | ---------------------- | ------------------- | ------------------ | -------------------- | ------------------ | ---------------------- |
| 1ª                 | Omega Pharma-Quickstep | Mark Cavendish      | non assegnata      | non assegnata        | Michał Kwiatkowski | Omega Pharma-Quickstep |
| 2ª                 | Matthew Goss           | Mark Cavendish      | Matthew Goss       | Garikoitz Bravo      | Michał Kwiatkowski | Omega Pharma-Quickstep |
| 3ª                 | Peter Sagan            | Mark Cavendish      | Mark Cavendish     | Cesare Benedetti     | Michał Kwiatkowski | Omega Pharma-Quickstep |
| 4ª                 | Chris Froome           | Michał Kwiatkowski  | Mark Cavendish     | Francesco Failli     | Michał Kwiatkowski | Omega Pharma-Quickstep |
| 5ª                 | Joaquim Rodríguez      | Chris Froome        | Alberto Contador   | Cesare Benedetti     | Michał Kwiatkowski | Sky Procycling         |
| 6ª                 | Peter Sagan            | Vincenzo Nibali     | Alberto Contador   | Damiano Cunego       | Michał Kwiatkowski | Movistar Team          |
| 7ª                 | Tony Martin            | Vincenzo Nibali     | Alberto Contador   | Damiano Cunego       | Michał Kwiatkowski | Movistar Team          |
| Classifiche finali | Classifiche finali     | Vincenzo Nibali     | Alberto Contador   | Damiano Cunego       | Michał Kwiatkowski | Movistar Team          |

Maglie indossate da altri ciclisti in caso di due o più maglie vinte
- Nella 4ª tappa Matthew Goss ha indossato la maglia rossa al posto di Mark Cavendish.
- Nella 5ª tappa Tom-Jelte Slagter ha indossato la maglia bianca al posto di Michał Kwiatkowski.

## Classifiche finali

### Classifica generale
| Pos. | Corridore          | Squadra      | Tempo     |
| ---- | ------------------ | ------------ | --------- |
| 1    | Vincenzo Nibali    | Astana       | 28h08'17" |
| 2    | Chris Froome       | Sky          | a 23"     |
| 3    | Alberto Contador   | Saxo         | a 52"     |
| 4    | Michał Kwiatkowski | Omega        | a 53"     |
| 5    | J. Rodríguez       | Katusha      | a 54"     |
| 6    | Chris Horner       | RadioShack   | a 1'21"   |
| 7    | M. Santambrogio    | Vini Fantini | a 2'03"   |
| 8    | Andrey Amador      | Movistar     | a 2'42"   |
| 9    | P. Niemiec         | Lampre       | a 3'19"   |
| 10   | Wout Poels         | Vacansoleil  | a 3'35"   |

### Classifica a punti
| Pos. | Corridore          | Squadra      | Punti |
| ---- | ------------------ | ------------ | ----- |
| 1    | Alberto Contador   | Saxo         | 27    |
| 2    | Peter Sagan        | Cannondale   | 26    |
| 3    | Chris Froome       | Sky          | 25    |
| 4    | Vincenzo Nibali    | Astana       | 25    |
| 5    | Mauro Santambrogio | Vini Fantini | 24    |

### Classifica scalatori
| Pos. | Corridore         | Squadra   | Punti |
| ---- | ----------------- | --------- | ----- |
| 1    | Damiano Cunego    | Lampre    | 20    |
| 2    | Cesare Benedetti  | NetApp    | 13    |
| 3    | Garikoitz Bravo   | Euskaltel | 10    |
| 4    | Chris Froome      | Sky       | 9     |
| 5    | Joaquim Rodríguez | Katusha   | 5     |

### Classifica giovani
| Pos. | Corridore         | Squadra    | Tempo     |
| ---- | ----------------- | ---------- | --------- |
| 1    | M. Kwiatkowski    | Omega      | 28h09'10" |
| 2    | Tom-Jelte Slagter | Blanco     | a 16'34"  |
| 3    | Arthur Vichot     | FDJ        | a 16'47"  |
| 4    | Peter Sagan       | Cannondale | a 19'37"  |
| 5    | Tom Dumoulin      | Argos      | a 20'10"  |